# Endemann
Endemann (Wohnstättenname für „jemanden, der am Ende eines Ortes wohnte“ bzw. west-/niederdeutsche Koseform zum Vornamen Andreas) ist ein deutscher Familienname.

## Namensträger
- Alicia Endemann (* 1988), deutsche Schauspielerin und Synchronsprecherin
- Christian Endemann (1885–1950), deutscher Politiker
- Friedrich Endemann (Rechtswissenschaftler) (1857–1936), deutscher Rechtswissenschaftler
- Friedrich Carl Endemann (1833–1909), deutscher Mediziner und Mitglied des Deutschen Reichstags
- Friedrich Endemann (Buchhändler) (bl 1848/49), deutscher Buchhändler und Verleger
- Gernot Endemann (1942–2020), deutscher Schauspieler und Synchronsprecher
- Heike Endemann (* 1962), deutsche Bildhauerin
- Hermann Ernst Endemann (1796–1846), deutscher Jurist
- Ingo Endemann (* 1969), deutscher Unternehmer
- Jannik Endemann (* 1983), deutscher Hörspiel- und Synchronsprecher
- Johann Conrad Endemann (1793–1878), deutscher Jurist und Gerichtspräsident
- Karl Endemann (1836–1919), deutscher Sprachforscher
- Stephan Endemann (* 1980), deutscher Musikproduzent, Songwriter, Remixer & DJ
- Till Endemann (* 1976), deutscher Filmregisseur
- Traute Endemann (1934–2016), deutsche Historikerin
- Vivien Endemann (* 2001), deutsche Fußballspielerin
- Wilhelm Endemann (Bergbauunternehmer) (1809–1891), deutscher Bergbauunternehmer
- Wilhelm Endemann (Politiker) (1825–1899), deutscher Jurist und Politiker
- Wilhelm Endemann (Tabakzüchter) (1902–nach 1963), deutscher Tabakzüchter
- Wolfgang Endemann (* 1930), deutscher Richter